# Classe Álvaro de Bazán
A Classe Álvaro de Bazán, é uma classe de fragatas de defesa aérea da Marinha da Espanha. Utilizam o sistema de combate Aegis, que pode detectar vários alvos simultaneamente. Foi batizada com este nome, em homenagem ao militar e almirante espanhol Álvaro de Bazán.

## Navios na classe
| Nº de amurada | Nome                     | Comissionamento       | Estado       |
| ------------- | ------------------------ | --------------------- | ------------ |
| F101          | Álvaro de Bazán          | 2002                  | Em atividade |
| F102          | Almirante Juan de Borbón | 3 de dezembro de 2003 | Em atividade |
| F103          | Blas de Lezo             | 2004                  | Em atividade |
| F104          | Méndez Núñez             | 2006                  | Em atividade |
| F105          | Roger de Lauria          | Cancelado             | Cancelado    |
| F105          | Cristóbal Colón          | 2012                  | Em atividade |
| F106          | Juan de Austria          | Cancelado             | Cancelado    |